# Аеродинамичен тунел
Аеродинамичен тунел , или също аеродинамична тръба, е техническо съоръжение, което се използва за изследване на начина, по който въздухът обтича даден обект. Съоръжението е известно в литературата на английски език като Wind tunnel и на руски език като Аэродинамическая труба. Изследването и резултатите от него се получават чрез силна въздушна струя в пространството на тръбата и симулация на въздушното съпротивление, което тестваното тяло изпитва в тази среда. Най-големият аеродинамичен тунел в света е в Калифорния, САЩ.
Чрез това съоръжение се определя челното съпротивление на тяло движещо се бързо във въздушна среда. То позволява да се изследват случаите на ламинарно обтичане и условията, при които се създават турбулентни вихри, както и да се експериментира с формата и с висока степен на достоверност от тези лабораторни резултати да се построи най-сполучливата конструкция. Такива изследвания задължително многократно се прилагат при конструирането в самолетостроенето, а също така и в автомобилостроенето. Такива методи за контрол се прилагат и при строителството на много високи сгради. Много често спортисти, например скиори, също използват аеродинамичните тунели. Те тестват най-удачната поза за състезаване, в която въздушното съпротивление е най-ниско.
Във едно от най-високотехнологичните автомобилни състезания – Формула 1, аеродинамичните тръби, са важна част от построявянето на всеки един болид. Във Формула 1 се изследва влиянието на въздушните струи върху колата не само от гледна точка на съпротивлението, но също така и заради положителния ефект на притискане, оказван върху машината.
С напредването на компютърната техника все по-често моделите се тестват чрез специализиран софтуер, особено когато изследването на реалния обект в пълен мащаб не е възможно. Колкото по умален е макета, толкова по-висока трябва да бъде и скоростта на въздуха в тунела.